# Barrio Histórico de Antofagasta
El Barrio Histórico de Antofagasta corresponde al sector costero delimitado entre la calle Simón Bolívar y la avenida José Manuel Balmaceda de la ciudad de Antofagasta, Chile.
Fue declarado como zona típica por el Consejo de Monumentos Nacionales de Chile. En este sector se localizan importantes edificios históricos de la ciudad, la mayoría considerados como monumentos históricos nacionales.

## Edificios
El Muelle Salitrero Compañía Melbourne Clark, conocido como Muelle Histórico, fue construido entre 1872. En 1978 es declarado Monumento histórico nacional. Actualmente se encuentra en un proceso de reconstrucción, con un 40% de avance en las obras.
El edificio de la Ex Aduana. Fue construido en Valparaíso en 1867 y en 1869 fue instalado en Mejillones, como edificio de la Intervención Chilena en esa localidad. En 1885 un incendio afecta a la primera aduana de Antofagasta, por lo que el gobierno de Chile ordena el traslado a su ubicación actual, lo que se concretó en 1888. El edificio prestó servicio como aduana hasta 1966. En 1972 se le otorga la categoría de Monumento histórico nacional, mientras que en 1984 se inaugura el Museo Regional de Antofagasta, el cual utiliza las dependencias de este recinto como salas de exhibición.
El ex edifício de Gobernación Marítima fue construido en 1910 y desde 1984 es parte del Museo Regional de Antofagasta, albergando a la administración, laboratorio, bodega, además de una pequeña biblioteca y videoteca.
El ex edificio de Resguardo Marítimo. Fue construido en 1910 con motivo del Centenario de la República de Chile, y sirvió como Resguardo Marítimo hasta 1940. En 1978 fue declarado Monumento Histórico, y en 1981 se revierte dicho nombramiento, sin embargo esto no afecta que reciba los debidos cuidados que necesita un edificio tan importante, ya que está incluido en el Barrio Histórico. En la actualidad alberga oficinas de Chiledeportes (anteriormente Digeder).
La exestación del Ferrocarril de Antofagasta a Bolivia (FCAB) es Monumento histórico nacional.